# Сивилла Сабская
Сивилла Сабская (Еврейская Сивилла, Сивилла Южная) — одна из легендарных сивилл, отождествлявшаяся в Средние века с библейской царицей Савской.
Павсаний называет Сивиллой Сабской пророчицу, жившую с евреями за пределами Палестины, в Сирийских горах. Римский софист III века Элиан называл её Еврейской Сивиллой. Феофил Антиохийский пишет, что у евреев неоднократно появлялись сивиллы, подобные греческим: «все они говорили согласно друг с другом и о том, что было прежде них, и о том, что совершалось при них, и о том, что ныне исполняется пред нашими глазами».

## Отождествление с царицей Савской
Монах Георгий, византийский летописец IX века, пишет, что греки называют царицу Савскую Сивиллой. Николай Спафарий в своём труде «Книга о сивиллах» (1672 год) отдельную главу посвятил Сивилле Сабе. Он приводит известную средневековую легенду о Крестном Древе и, ссылаясь на Исидора Пелусиота, пишет: «эта царица пришла как премудрая сивилла увидеть премудрого царя и как пророчица предвидела через Соломона Христа».
В приписываемых сивилле Сабской иудео-христианских «Пророчествах Сивиллы», распространённых в Европе в Средние века неоднократно восхваляется крест, что и послужило основой для сюжета о молитве царицы Савской перед Животворящим Древом, включённого в состав «Золотой легенды».
Сивилла Сабская известна не только в европейских легендах — на православных иконах, изображающих Древо Иессеево (родословие Иисуса Христа), помещалось клеймо с пророчеством Сивиллы Южной (царицы Савской). В русских апокрифах она неоднократно именуется сивиллой:
Егда же царица Савска, именем Никавля, едина от древних пророчиц, сивилл глаголемых, прииде во Иерусалим слышати Соломонову премудрость.
В русском апокрифе «Слово о Крестном Древе» (XV—XVI века) эта сивилла, придя посмотреть на выброшенное Соломоном древо, села на него и была опалена огнём.